# Andrés Mercado
Andrés Felipe Mercado Cepeda, mais conhecido como Andrés Mercado (Barranquilla, 27 de agosto de 1985), é um ator, cantor e modelo colombiano.

## Biografia
Andrés Mercado nasceu em Barranquilla, Colômbia e começou a carreira aos 19 anos na ópera Pais e Filhos. Em 2005 fez um pequeno papel no passado é implacável, com Wen Benamor. Em 2007 participou da  novela Floricienta, na versão colombiana no papel de Riche. Ele participou da telenovela mexicana Atrévete a soñar no papel de Iker, juntamente com ator colombiano Lucas Velazquez e Danna Paola. Em 2011 até 2013 participou sendo protagonista Daniel Esquivel na telenovela Grachi. Em 2016 participou da segunda temporada de Eu Sou Franky como o vilão Treze/Andrés. Em 2017 participou de Vikki RPM como Matias. Em 2019 atuou em Club 57 e cantou a música Concierto de Silencios junto com Isabella Castillo.

## Filmografia
| Ano       | Trabalho             | Personagem            | Nota                         |
| --------- | -------------------- | --------------------- | ---------------------------- |
| 2004      | Pais e Filhos        | Leonardo [Lenny]      | ***                          |
| 2005      | O Passado Não Perdoa | ***                   | ***                          |
| 2006      | Floricienta          | Richie                | ***                          |
| 2006-2007 | My Friends           | Loisandro Sarmiego    | ***                          |
| 2009-2010 | Atrévete a soñar     | Iker                  | Elenco Principal             |
| 2011-2013 | Grachi               | Daniel Esquivel       | Protagonista                 |
| 2013-2014 | Quiero Amarte        | Iván Fonseca Montalvo | Protagonista Juvenil         |
| 2016      | Eu Sou Franky        | Andrés (vilão)        | 2 Temporada - Co-Antagonista |
| 2017      | Vikki RPM            | Matias Ocampo [458]   | Elenco Principal             |
| 2019      | Club 57              | Manuel Diaz           | Elenco Principal             |